# Виноградов, Владимир Александрович (политик)
Влади́мир Алекса́ндрович Виногра́дов (1874, Казань — 1934) — российский политический деятель. Депутат Государственной думы Российской империи.

## Биография
Родился в Казани в семье торгового служащего. Учился в гимназиях Казани и Омска. В 1897 году окончил юридический факультет Московского университета. Специалист в области экономического права.
Работал в Московской конторе Государственного банка, в 1899—1900 гг. — в Государственном контроле помощником контролера на Сибирской железной дороге (Челябинск, Томск). С октября 1900 г. — помощник секретаря гражданского отделения Саратовского окружного суда; с 1901-го по 1903 г. — секретарь гражданского отделения Астраханского окружного суда, редактор-издатель газеты «Астраханский дневник», позже стал заниматься адвокатурой, был присяжным поверенным.
Член партии кадетов с 1905-го по 1919 г., основатель ее астраханского отделения, на 8-м съезде партии (9-12 мая 1917 г.) избран в состав ЦК. Депутат 3-й и 4-й Государственных дум от Астраханской губернии с 1907-го по 1917 г. Состоял членом комиссий: бюджетной, финансовой, по переселенческим делам, рыболовству. С 6 марта по 6 октября 1917 г. — комиссар (на правах товарища министра) в Министерстве путей сообщения Временного правительства, одновременно с 19 августа — председатель комитета по использованию водных сил.
После Октябрьского переворота переехал в Самару, где активно участвовал в работе местного отделения партии народной свободы (к.-д.).С октября 1917-го по февраль 1918 г. в Астрахани проводил избирательную кампанию по выборам во Всероссийское учредительное собрание. 23 сентября 1918 г. на Уфимском Государственном совещании избран в состав Директории в качестве заместителя кадета Н. И. Астрова. Из-за отсутствия последнего являлся фактически полноправным членом Директории. 4 ноября 1918 г. назначен заместителем председателя Временного Всероссийского правительства.
После военного переворота, совершенного А. В. Колчаком 18 ноября 1918 г., отошел от активной политической деятельности. Работал заведующим финансовым отделом Сибирской конторы Центросоюза в Омске и Владивостоке (1919), в 1920 г. — член Народного собрания во Владивостоке и Коалиционного кабинета Приморского правительства, управляющий ведомством иностранных дел Правительства Приморской областной земской управы.
В феврале 1923 года был арестован ГПУ Владивостока как бывший член Временного правительства и этапирован в Москву. Под арестом провёл шесть месяцев. С сентября 1923-го по сентябрь 1924 г. — уполномоченный Правления Центросоюза. С ноября 1924 по ноябрь 1926 года служил в Инспекции Правления Госбанка, работал заведующим кредитным отделом, консультантом; с апреля 1929 года — консультант в различных учреждениях Москвы. С ноября 1930 года был на временной работе в экономическом отделе Гипроверфи.
В 1930 году Краснопресненским народным судом приговорён к общественному порицанию за небрежное отношение к служебным обязанностям, а 2 декабря 1930 года в рамках «госбанковского дела», ставшего частью «дела Союзного бюро ЦК РСДРП (меньшевиков)» был арестован. Приговорён к пяти годам ИТЛ; 20 мая 1931 года приговор в части высылки семьи и конфискации имущества отменён.
Умер, по сообщению М. Г. Николаева, в 1934 году.
Реабилитирован 22 июня 1963 года.